# Jezierza morska
Jezierza morska (Najas marina L.) – gatunek roślin wodnych z rodziny żabiściekowatych (Hydrocharitaceae), w niektórych systemach (np. Reveala) wyłączany wraz z całym rodzajem do odrębnej rodziny jezierzowatych (Najadaceae). Kosmopolityczny makrofit występujący w wodach słodkich i słonawych.

## Zasięg geograficzny
Występuje w rozmaitych siedliskach wodnych w Eurazji, północnej Afryce, obu Amerykach, Australii i Oceanii. W Polsce na rozproszonych stanowiskach na niżu, dość rzadki, częstszy na zachodzie i północy na obszarze od zachodniopomorskiego i lubuskiego po warmińsko-mazurskie. Nieliczne stanowiska ma w województwie śląskim i lubelskim, poza tym znany z pojedynczych stanowisk. W XXI w. roślina znajdowana jest na kolejnych stanowiskach w środkowej Polsce, zwłaszcza w zbiornikach antropogenicznych.

## Morfologia

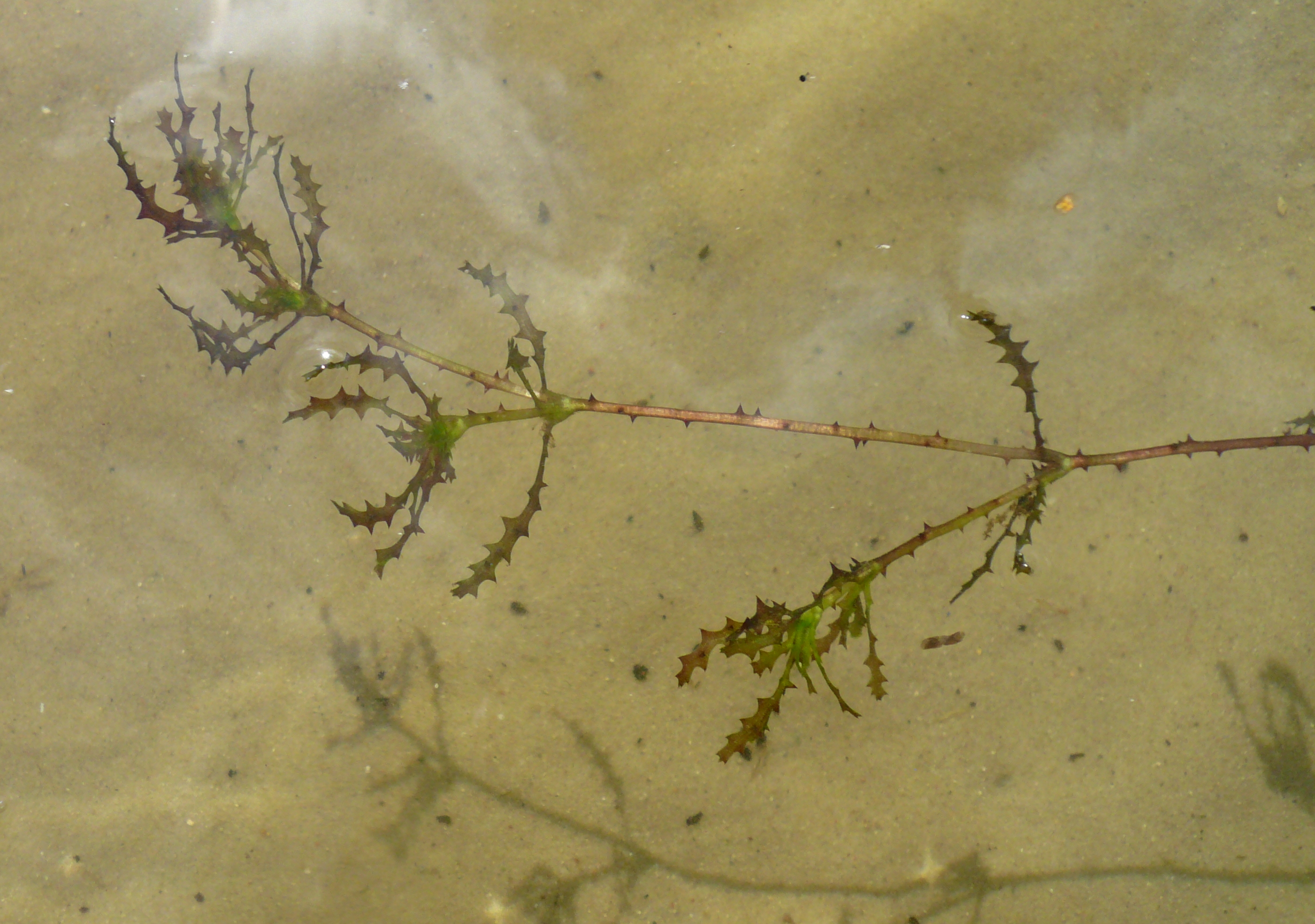
Pokrój roślin

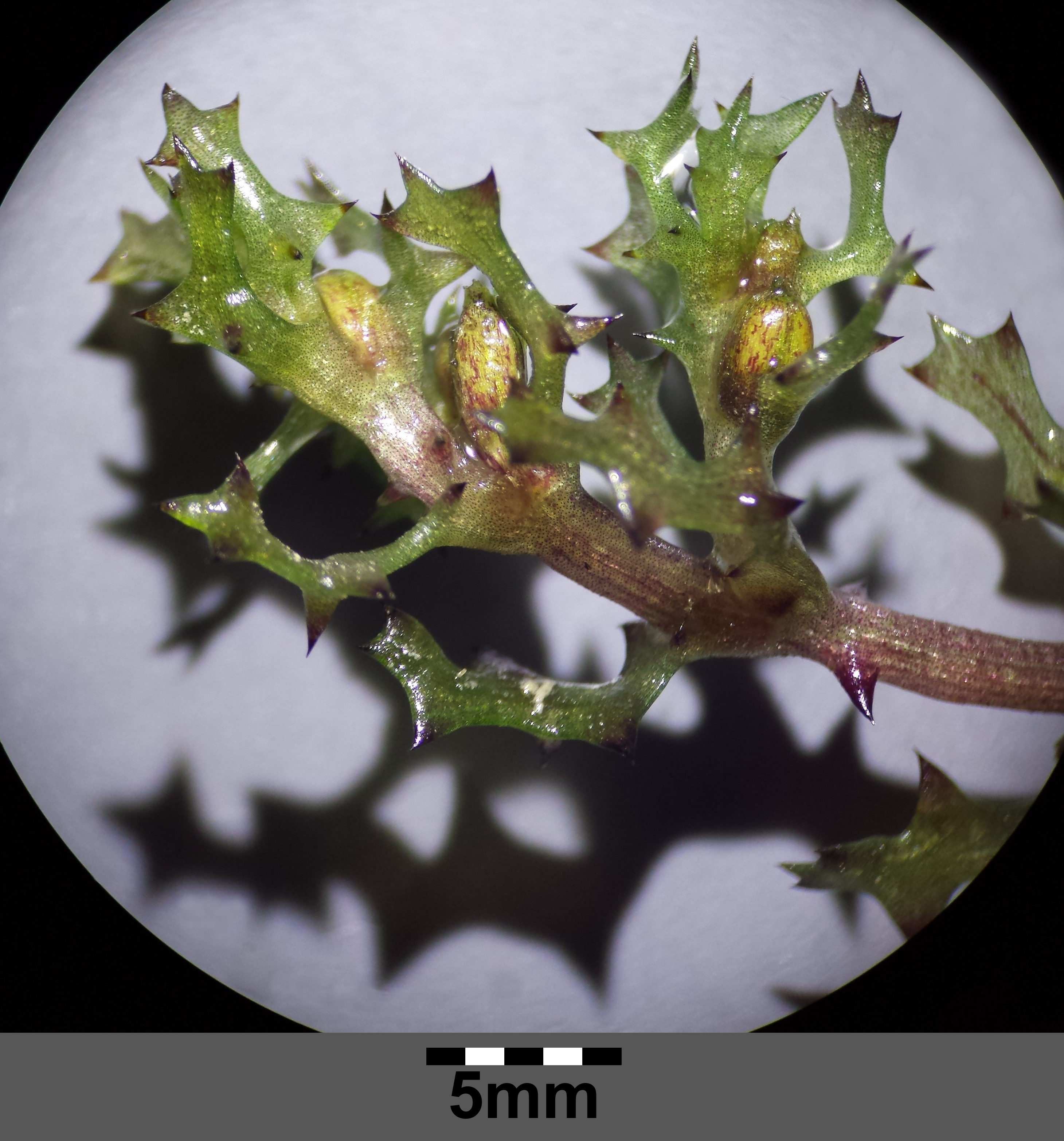
Pęd z liśćmi i owocami

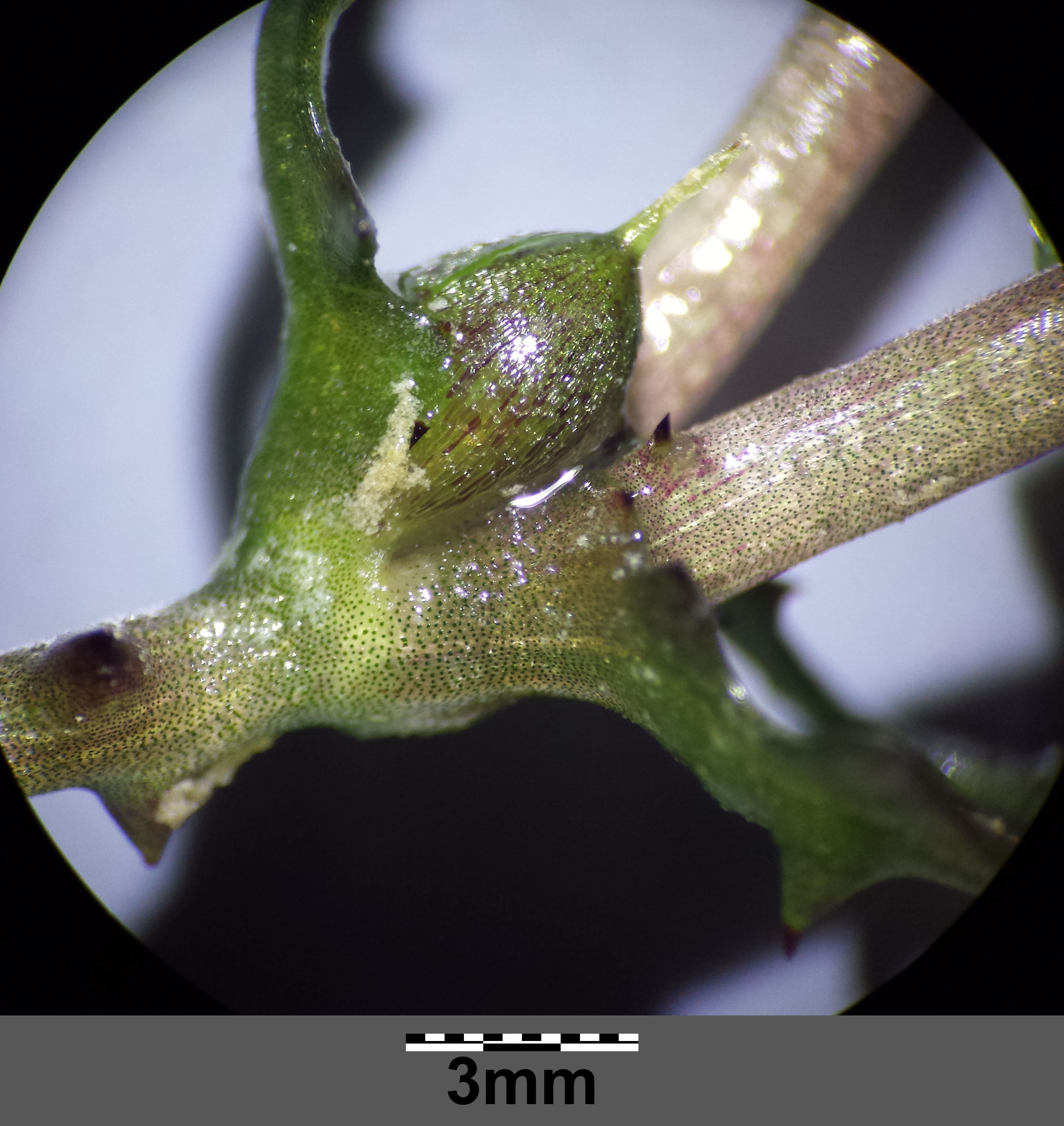
Owoc

Wykazuje dość dużą zmienność morfologiczną, zwłaszcza w przypadku liści i owoców.
PokrójDrobnolistny elodeid o charakterystycznym kolczastym wyglądzie. Ciemnozielony. Zanurzony, może płożyć się po dnie.
PędŁodygi zwykle kolczaste, sztywne i stosunkowo kruche, widlasto rozgałęzione, długie do 0,5 m (wyjątkowo do metra) i grube na 1–2 mm. Międzywęźla w dole do 10 cm długości, wyżej krótsze.
LiściePo trzy w pozornych okółkach. Równowąsko-lancetowate. Ząbkowane, a na górnej stronie kolczaste. Z przestworami wypełnionymi powietrzem. Szerokie na 1–6 mm (łącznie z ząbkami), długie na 1,2–4 cm. Pochwy całobrzegie, ewentualnie z ząbkami.
KwiatyRośliny dwupienne. Kwiaty rozdzielnopłciowe, niepozorne, bez okwiatu, osadzone w kątach liści. Kwitnienie od czerwca do września. Ziarna pyłku początkowo owalne, szybko wykształcają łagiewki, tworząc kształt ułatwiający unoszenie przez wodę.
OwoceŻółte lub żółtobrunatne orzeszki. Jajowate, długie na 3–8 mm z krótkim skrzydełkiem u podstawy. Dłużej rozwijające się owoce dojrzewając ciemnieją do barwy czarnej i właśnie takie mają większą zdolność kiełkowania. Wymagają jaryzacji (ewentualnie skaryfikacji, np. przez pasażowanie przez przewody pokarmowe zwierząt). Dłuższa jarowizacja (3 miesiące) w temperaturze około 4 °C obniża temperaturę wymaganą do kiełkowania do 20–25 °C (wobec wymaganych 30–35 °C przy jednomiesięcznej jarowizacji). W warunkach naturalnych, po odpowiednio długim uśpieniu w niskiej temperaturze, kiełkowanie zaczyna się przy 15 °C.
Gatunki podobnePozostałe dwa występujące w Polsce gatunki jezierzy są znacznie rzadsze. Są delikatniejsze z mniej sztywną łodygą pozbawioną kolców i mniejsze. Są jednopienne i mają liczbę chromosomów 2n=24. Występują na siedliskach podobnych jak jezierza morska. Jezierza giętka (Najas flexilis (Willd.) Rostk. & W.L.E. Schmidt) jest bardzo rzadka, w Polsce występuje tylko na północy. Zwykle, choć nie zawsze, ma krótszą łodygę niż jezierza morska. Jezierza mniejsza (Najas minor All.) jest nieco mniej rzadka, występując w Polsce głównie na zachodzie i północy. Ma z trzech gatunków najkrótszą łodygę i bardzo kruchą.

## Genetyka i zmienność
Liczba chromosomów 2n = 12. Wśród odmian lub podgatunków wyróżniana jest przede wszystkim odmiana typowa N. marina var. marina i N. marina var. intermedia. Odmiana typowa osiąga mniej więcej dwukrotnie większe rozmiary, ma bardziej kolczastą łodygę, ale mniej ząbków na pochwach liściowych. Badania molekularne potwierdzają odrębność tych dwóch taksonów. W związku z tym niektórzy postulują nadawanie im rangi gatunku. Wówczas odmiana lub podgatunek marina, a także odmiana ohwii tworzyłyby gatunek Najas major, a odmiany intermedia czy armata gatunek Najas marina. Między tymi gatunkami dochodzi do krzyżowania, a różnice morfologiczne nie zawsze odpowiadają różnicom genetycznym. Mimo to Najas major zwykle ma szersze liście, podczas gdy liczba ząbków jest mniej pewną diagnostycznie cechą.

## Ekologia
Roślina jednoroczna. Makrofit zanurzony. Również wodopylny z zapylaniem podwodnym. Słabo znosi wynurzenie, nie tworząc form lądowych. Zasiedla zwykle mulisto-piaszczyste podłoże, rzadko sięga głębiej niż 3 m. Często występuje w gęstych podwodnych łąkach – własnych agregacjach lub wielogatunkowych. Może wchodzić w skład szuwarów wysokich. Gatunek charakterystyczny zespołu roślinności Parvopotamo-Zannichellietum. Rzadko wyróżniany jest odrębny zespół Najadetum marinae (Oberd. 1957) Fukarek 1961. Preferuje wody stojące, mogąc występować też w wolno płynących. Gatunek występujący przeważnie w wodach eutroficznych. Wbrew nazwie często występuje w wodach słodkich i słonawych, a w morzach jedynie w wodach o zasoleniu do 10‰. W warunkach środkowoeuropejskich uchodzi za roślinę ciepłolubną, gdyż jej populacja osiągała maksymalny rozwój w czasie optimum atlantyckiego, a warunkach zanieczyszczenia termicznego może rozwijać się w sposób inwazyjny. Na ziemiach polskich występowała również powszechnie w interglacjale eemskim. Niemniej, cykl życiowy jezierzy morskiej wskazuje na przystosowania do klimatu kontynentalnego z, co prawda, ciepłym latem, ale zimną i niezbyt krótką zimą. Sugerowane jest, że globalne ocieplenie może wydłużając okres wegetacyjny przyczynić się do wytwarzania większej ilości nasion i ich lepszego dojrzewania, ale z kolei skracając czas potrzebny do jarowizacji, opóźniać kiełkowanie. 
Oddziałuje allelopatycznie na zacieniające ją sinice, jak Anabaena czy Synechococcus elongatus.

## Systematyka
Systematyka według Angiosperm Phylogeny Website (aktualizowany system APG III z 2009)Rodzaj Najas wyróżniany jest w obrębie podrodziny Hydrilloideae wchodzącej w skład rodziny żabiściekowatych (Hydrocharitaceae), która należy z kolei do rzędu żabieńcowców (Alismatales).
Pozycja w systemie Reveala (1994-1999)Gromada okrytonasienne (Magnoliophyta Cronquist), podgromada Magnoliophytina Frohne & U. Jensen ex Reveal, klasa jednoliścienne (Liliopsida Brongn.), podklasa żabieńcowe (Alismatidae Takht.), nadrząd Alismatanae Takht., rząd jezierzowce (Najadales Dumort.), rodzina jezierzowate (Najadaceae Juss.), podrodzina Najadoideae Luerss., plemię Najadeae Dumort., rodzaj jezierza (Najas L.).

## Zagrożenia i ochrona
W warunkach naturalnych na Czerwonej Liście IUCN ma status gatunku najmniejszej troski. Umieszczona na polskiej czerwonej liście w kategorii NT (bliski zagrożenia).